# 포승중학교
포승중학교(浦升中學校)는 대한민국 경기도 평택시 포승읍 방림리에 있는 공립 중학교이다.

## 학교 연혁
- 1974년 1월 5일 : 포승중학교 설립 인가(15학급)
- 1974년 3월 1일 : 초대 백영재 교장 취임
- 1974년 3월 6일 : 포승중학교 제1회 입학식 (1학년 5학급 320명)
- 1974년 11월 12일 : 포승중학교 교사 낙성 및 개교 기념식
- 1977년 2월 22일 : 제1회 졸업식 (310명)
- 1983년 11월 14일 : 역도실(84m2) 신축
- 1998년 12월 31일 : 체육관(승덕관, 1층 890.07m2, 2층 88.47m2) 준공
- 2001년 2월 26일 : 급식실(1층, 202.5m2, 2.5실) 증축, 교사2, 3층(445.5m2, 각 층2.5실)증축
- 2004년 12월 12일 : 신관 3, 4층(각 층 2실 및 화장실) 증축
- 2023년 3월 1일 : 제20대 김기세 교장 취임
- 2024년 1월 5일 : 제47회 졸업식(63명, 누계 8,528명)
- 2024년 3월 4일 : 신입생 입학(47명)

## 참고 자료
- 포승중학교 - 한국교육학술정보원 학교알리미